# Merle van Benthem
Merle van Benthem, née le 7 décembre 1992 à Hengelo est une coureuse cycliste néerlandaise. Spécialiste du BMX, elle pratique également la piste.

## Biographie
Merle van Benthem commence le cyclisme à l'âge de quatre ans. En 2009, elle est vice-championne du monde de BMX juniors  (moins de 19 ans) et se classe quatrième du général de la Coupe du monde de BMX à 17 ans. En 2010, elle devient championne du monde de BMX juniors. Cette même année, elle est victime d'une lourde chute, qui perturbe sa carrière et principalement ses saisons 2011 et 2012.
En 2014, elle retrouve son niveau et devient championne des Pays-Bas de BMX. Elle participe aux Jeux olympiques d'été de 2016, mais termine dernière de sa demi-finale.
Après les Jeux de 2016, elle est absente des compétitions pendant quatorze mois en raison d'une grave blessure au genou. Pour son retour à la compétition lors de la Coupe du monde à Papendal, elle se classe sixième et huitième. Lors de la compétition suivante en mai 2018 à Heusden-Zolder, elle atteint la finale et se classe de nouveau devenue sixième. Le lendemain, elle se qualifie pour la finale, mais se casse la clavicule durant celle-ci. 
En avril 2019, elle fait son retour en terminant troisième de la première manche de Coupe du monde de la saison à Manchester. En juillet 2021, elle annonce la fin de sa carrière en BMX, après avoir échoué à se qualifier pour les Jeux olympiques de Tokyo,.
En novembre 2021, elle fait ses débuts en cyclisme sur piste, en devenant vice-championne des Pays-Bas de vitesse par équipes.

## Palmarès en BMX

### Jeux olympiques
- Rio de Janeiro 2016
  - Éliminée en demi-finales du BMX

### Championnats du monde
- Adélaïde 2009
  -  Médaillée d'argent du BMX juniors
- Pietermaritzburg 2010
  -  Championne du monde de BMX juniors
- Medellin 2016
  - 6e du BMX

### Coupe du monde de BMX
- 2008 : 18e
- 2009 : 4e
- 2010 : 21e
- 2011 : 33e
- 2012 : 9e
- 2013 : 10e, troisième à Manchester
- 2014 : 15e
- 2015 : 10e
- 2016 : 25e
- 2018 : 12e
- 2019 : 17e, troisième à Manchester
- 2020 : 31e

### Championnats des Pays-Bas
- 2014
  -  Championne des Pays-Bas de BMX

## Palmarès sur piste
- 2021
  - 2e du championnat des Pays-Bas de vitesse par équipes